# Носаль Михайло Андрійович

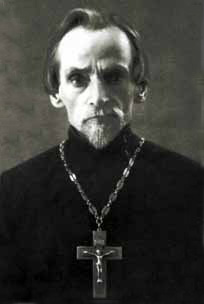
Носаль Михайло Андрійович

Носаль Михайло Андрійович (нар. 12 квітня 1886 р., поблизу м. Люблін, Польща — пом. 8.10.1950 р.) — травознавець, фітотерапевт. Почесний громадянин Рівного.

## Біографія
Народився в українській родині. Закінчив духовне училище, семінарію служив священиком на Холмщині, Могилевщині, на Волині. Михайло Андрійович захоплювався рослинознавством, знав латину, польську, німецьку, французьку мови, мав велику бібліотеку, в якій були зібрані книги з хімії, фармації, фізіології людини.
У 1926 році травник Михайло Носаль був учасником рільничої виставки у Познані, де його нагородили срібною медаллю. Згодом він одержав похвальний лист від міністра сільського господарства Польщі за участь у промислово-рільничій виставці у Володимирі в розділі «Плантації лікарських рослин».
У 1929–1935 рр. — священик у Дубно, настоятель Свято-Іллінського собору. З 1935 р. — у Рівному, священик Свято-Успенської церкви.
У 1942 році Михайло Андрійович писав:

| « Із перших свідомих днів свого життя я займаюся збіркою зіль лічничих і уважно стежу за тим, який вплив на організм людини має окрема лікарська рослина. Уся моя священича практика проходила по селах... Коли село положено на 50 кілометрів від міста, а до волосного фельдшера 24–30 верстов, то в тяжких недугах при невилазному болоті та весняній розторопі за що візьмешся як не за лікарські рослини... Я безкінечне число разів бачив, як діяльна їх сила виривала людей із рук смерті. У лікуванні рослинами за своє життя придбав багато практичного досвіду, і про лікарські зілля маю таке знання, як і в пастирській практиці. Щоб «не забирати» з собою усього того, що знаю про лікарські зілля, з однієї сторони, а з другої, щоб це святе знання учинити насліддям усього народу, я написав книгу про лікарські рослини. Вона носить титул: «Волинські скарби — рослини лікарські (збір, сушка, переховування та застосування в медицині науковій та народній). Підручник для народу». |
Але тільки по Другій світовій війні, у 1958 році побачила світ книга «Лікарські рослини і способи їх застосування в народі». Автори: Михайло Андрійович Носаль і його син Іван Михайлович Носаль. 2-ге видання,доповнене і виправлене, вийшло в 1962 р. обсягом 300 стор. тиражем 150 000 екз., а в 1965 р. ще  тираж 100 000 екз.
Похований на околиці села Тютьковичі на кладовищі.

## Вшанування пам'яті
2001 року у м.Рівне на подвір'ї Свято-Успенської церкви, де Михайло Носаль слугував протоієреєм останніх 15 років свого життя, поряд із дзвіницею на його честь встановлено пам'ятний знак.